# El Robledo
El Robledo é um município da Espanha na província de Ciudad Real, comunidade autónoma de Castilla-La Mancha, de área 105,5 km² com população de 1154 habitantes (2006) e densidade populacional de 10,22 hab/km².

## Demografia
| Variação demográfica do município entre 1991 e 2004 | Variação demográfica do município entre 1991 e 2004 | Variação demográfica do município entre 1991 e 2004 | Variação demográfica do município entre 1991 e 2004 |
| --------------------------------------------------- | --------------------------------------------------- | --------------------------------------------------- | --------------------------------------------------- |
| 1991                                                | 1996                                                | 2001                                                | 2004                                                |
| 1139                                                | 1119                                                | 1102                                                | 1078                                                |